# والری کرزون
والری کرزون (به انگلیسی: Valery Korzun) فضانورد اهل کشور روسیه است که در ۵ مارس ۱۹۵۳ در کراسنی سولین زاده شد. وی در مأموریت سایوز تی‌ام-۲۴، اس‌تی‌اس-۱۱۱، اکسپدییشن ۵، اس‌تی‌اس-۱۱۳ حضور داشته است.